# Koludrje
Koludrje je naselje v Občini Sevnica, natančneje v Krajevni skupnosti Šentjanž. 
V preteklosti je bilo naselje znano, kot oskrbovalna točka za potrebe bližnjega rudnika premoga (dnevni kop). Tujka, ki se je pri domačinih skozi stoletja ohranila je "TAK PAV", izpeljanka iz nemške besede "Tag Bau" -dnevna gradnja.
Vzporedno z ukinitvijo rudnika se je v vasi uveljavilo predvsem kmetijstvo z družinami/rodovi ki obdelujejo zemljo že preko 200 let
Vas omejujeta tudi dva potoka. "Vrbnica" na vzhodni, ter  dolina potok "Hinja" na zahodni strani. Potoka se združita v Krmelju.
V preteklosti je Koludrje segalo skozi vas Hinje vse do "Primštala", kasneje pa se je zaselek Hinje odcepil in pridobil status svoje vasi. (vir: http://www.uradni-list.si/1/content?id=76)
V naselju je tudi kozolec, ki je zaveden v registru kulturne dediščine